# Pedro Márquez Montilla
Pedro Márquez Montilla (Jaén, 3 de diciembre de 1897-ib., 27 de febrero de 1942) fue un pintor español.

## Biografía
Fue alumno predilecto y amigo de José Nogué Massó durante los diez años en que éste residió en Jaén, entre 1922 y 1932. Destacó desde un primer momento como paisajista. Confirmada su vocación, y titulado por la Escuela de Valencia, fue profesor de dibujo y composición artística en la Escuela de Artes y Oficios de Jaén, y miembro de la Junta de Oficiales de la Sociedad Económica de Amigos del País durante los años de la guerra civil española, cargo que tuvo que abandonar a la finalización de la contienda.
En 1934 se casó en segundas nupcias con María del Carmen Santa María Lucarelli, con quien tuvo un hijo, José Luis. De su anterior matrimonio era fruto Santiago Márquez Cobo.
Fino dibujante y cartelista, en 1929 obtuvo el primer premio en un concurso de carteles convocado con ocasión del Centenario de la coronación de la Virgen de la Capilla, lo que le proporcionó cierta notoriedad.
Dominó diversas técnicas, como el óleo, la sanguina, la acuarela o el pastel. Si bien en una primera etapa de su carrera gustó de cultivar el tenebrismo, cuando su pintura maduró y encontró su estilo propio, se caracterizó por la melancolía y sensibilidad que sabía imprimir a sus paisajes, casi siempre bañados en una luz crepuscular.
Su temprana muerte, a consecuencia de una enfermedad fulminante, truncó una prometedora carrera. Entre sus obras más destacadas están Santo Domingo o Atardecer con chopos. Parte de su obra se puede admirar en el Museo Provincial de Jaén. De entre sus alumnos destacó principalmente el conocido pintor jiennense Francisco Cerezo Moreno.
- Datos: Q6069587